# Linea Yūrakuchō
La linea Yūrakuchō (有楽町線?, Yūrakuchō-sen), ufficialmente chiamata "Line No.8 - Yurakucho Line", è una delle linee della metropolitana di Tokyo, gestita dall'operatore Tokyo Metro, a servizio della città di Tokyo, in Giappone. La linea connette la stazione di Wakōshi situata a Wakō nella prefettura di Saitama con quella di Shin-Kiba localizzata a Kōtō, Tokyo. Nei diagrammi ufficiali la linea è dipinta con il colore oro e la lettera che rappresenta le stazioni è la Y. La linea condivide infrastruttura e stazioni a partire da Kotake-Mukaihara e fino al capolinea di Wakōshi con la linea Fukutoshin.

## Storia
La linea è stata aperta nella sua prima sezione il 30 ottobre 1974 fra le stazioni di Ikebukuro e Ginza-itchōme. In seguito l'allargamento è andato per fasi:
- 27 marzo 1989: prolungamento Ginza-itchōme - Shintomichō.
- 24 giugno 1983: prolungamento Eidan Narimasu (attuale Chikatetsu Narimasu) - Ikebukuro.
- 25 agosto 1987: prolungamento Wakōshi - Eidan Narimasu e attivazione del servizio diretto sulla Linea Tōbu Tōjō.
- 8 giugno 1988: prolungamento Shintomichō - Shin-kiba e completamento della linea attuale.

Nel 1994 fu aperto il quadruplicamento della linea da Kotake-Mukaihara a Ikebukuro, inizialmente conosciuto come "Nuova Linea Yurakucho" (Yurakucho-shinsen), assorbito nel 2008 dalla Linea Fukutoshin.
I servizi diretti sulla linea Seibu Ikebukuro iniziarono nel 1998, l'introduzione dei vetture per sole donne nel 2005 e dei nuovi treni della serie 10000 nel 2006.

## Servizi
La linea interscambi nella sua parte nord ai treni con alcune ferrovie private. Una di esse sono le Ferrovie Tōbu passanti per la stazione di Wakōshi e l'altra sono le Ferrovie Seibu che offrono l'interscambio a Kotake-Mukaihara nonché una linea di bypass fino a Ikebukuro. Alcuni treni inoltre percorrono il percorso fino a Kotesashi o Hannō.
Secondo l'ufficio dei trasporti metropolitano di Tokyo, a giugno 2009 la linea Yūrakuchō è la quinta più utilizzata di tutta la metropolitana di Tokyo, raggiungendo il 173% della saturazione fra Higashi-Ikebukuro e Gokokuji. In passato, dal 14 giugno 2008 al 6 marzo 2010 sulla linea erano disponibili anche servizi rapidi, in seguito aboliti.

## Stazioni
| Numero | Stazione            | Giapponese | Distanza (km) | Distanza (km) | Espresso Limitato | Collegamenti                                                               | Posizione | Posizione |
| Numero | Stazione            | Giapponese | Interstazione | Totale        | Espresso Limitato | Collegamenti                                                               | Posizione | Posizione |
| ------ | ------------------- | ---------- | ------------- | ------------- | --- | -------------------------------------------------------------------------- | --------- | --- |
|        | Wakōshi             | 和光市     | -             | 0,0           | | Linea Fukutoshin (F-01) (condivisa) Linea Tōbu Tōjō (alcuni treni diretti) | Wakō      | Saitama |
|        | Chikatetsu-Narimasu | 地下鉄成増 | 2,2           | 2,2           | Linea Fukutoshin (F-02) (condivisa) Linea Tōbu Tōjō (Stazione di Narimasu)                                                              | Itabashi                                                                   | Tokyo     | |
|        | Chikatetsu-Akatsuka | 地下鉄赤塚 | 1,4           | 3,6           | Tokyo Metro Fukutoshin Line (F-03) (condivisa) Linea Tōbu Tōjō (Stazione di Shimo-Akatsuka)                                             | Nerima                                                                     | Tokyo     | |
|        | Heiwadai            | 平和台     | 1,8           | 5,4           | Linea Fukutoshin (F-04) (condivisa) | Nerima                                                                     | Tokyo     | |
|        | Hikawadai           | 氷川台     | 1,4           | 6,8           | Linea Fukutoshin (F-05) (condivisa) | Nerima                                                                     | Tokyo     | |
|        | Kotake-Mukaihara    | 小竹向原   | 1,5           | 8,3           | Linea Fukutoshin (F-06) (condivisa) Linea Seibu Yūrakuchō (treni diretti da Ikebukuro)                                                  | Nerima                                                                     | Tokyo     | |
|        | Senkawa             | 千川       | 1,0           | 9,3           | Linea Fukutoshin (F-07) | Toshima                                                                    | Tokyo     | |
|        | Kanamechō           | 要町       | 1,0           | 10,3          | Linea Fukutoshin (F-08) | Toshima                                                                    | Tokyo     | |
|        | Ikebukuro           | 池袋       | 1,2           | 11,5          | Linea Marunouchi (M-25) Linea Fukutoshin (F-09) Linea Yamanote Linea Saikyō Linea Shōnan Shinjuku Linea Tōbu Tōjō Linea Seibu Ikebukuro | Toshima                                                                    | Tokyo     | |
|        | Higashi-Ikebukuro   | 東池袋     | 0,9           | 12,4          | Linea Toden Arakawa (Stazione di Higashi-Ikebukuro-yon-chōme)                                                                           | Toshima                                                                    | Tokyo     | |
|        | Gokokuji            | 護国寺     | 1,1           | 13,5          | | Bunkyō                                                                     | Tokyo     | |
|        | Edogawabashi        | 江戸川橋   | 1,3           | 14,8          | | Bunkyō                                                                     | Tokyo     | |
|        | Iidabashi           | 飯田橋     | 1,6           | 16,4          | Linea Tōzai (T-06) Linea Namboku (N-10) Linea Chūō-Sōbu Linea Ōedo (E-06)                                                               | Shinjuku                                                                   | Tokyo     | |
|        | Ichigaya            | 市ヶ谷     | 1,1           | 17,5          | Linea Namboku (N-09) Linea Chūō-Sōbu Linea Shinjuku (S-04)                                                                              | Chiyoda                                                                    | Tokyo     | |
|        | Kōjimachi           | 麹町       | 0,9           | 18,4          | | Chiyoda                                                                    | Tokyo     | |
|        | Nagatachō           | 永田町     | 0,9           | 19,3          | Linea Hanzōmon (Z-04) Linea Namboku (N-07) Linea Ginza (Akasaka-mitsuke: G-05) Linea Marunouchi (Akasaka-mitsuke: M-13)                 | Chiyoda                                                                    | Tokyo     | |
|        | Sakuradamon         | 桜田門     | 0,9           | 20,2          | ｜ | Chiyoda                                                                    | Tokyo     | |
|        | Yūrakuchō           | 有楽町     | 1,0           | 21,2          | ｜ | Chiyoda                                                                    | Tokyo     | Linea Hibiya (Stazione di Hibiya: H-07) Linea Chiyoda (Hibiya: C-09) Linea Mita (Hibiya: I-08) Linea Yamanote Linea Keihin-Tōhoku |
|        | Ginza-itchōme       | 銀座一丁目 | 0,5           | 21,7          | ｜ |                                                                            | Tokyo     | Chūō |
|        | Shintomichō         | 新富町     | 0,7           | 22,4          | ｜ |                                                                            | Tokyo     | Chūō |
|        | Tsukishima          | 月島       | 1,3           | 23,7          | ｜ | Linea Toei Ōedo (E-16)                                                     | Tokyo     | Chūō |
|        | Toyosu              | 豊洲       | 1,4           | 25,1          | ● | Yurikamome                                                                 | Tokyo     | Kōtō |
|        | Tatsumi             | 辰巳       | 1,7           | 26,8          | ｜ |                                                                            | Tokyo     | Kōtō |
|        | Shin-Kiba           | 新木場     | 1,5           | 28,3          | ● | Linea Keiyō Linea Rinkai                                                   | Tokyo     | Kōtō |

## Curiosità
Data la presenza di numerose strutture delle Forze di Autodifesa Giapponesi (JSDF) e di altri enti governativi lungo la linea, come il Ministero della Difesa a Ichigaya, la sede della Polizia Metropolitana a Sakuradamon, la Dieta Nazionale a Nagatacho e le basi militari a Nerima, Heiwaidai e Wakoshi, nel tempo si è fatta strada una leggenda metropolitana, secondo la quale, la Linea Yurakucho fosse costruita (o il suo progetto originale fosse in parte modificato) anche per scopi militari.